# Martin Vogel (Musikwissenschaftler)
Martin Vogel (* 23. März 1923 in Frankfurt (Oder); † 1. April 2007 in Bonn) war ein deutscher Hochschullehrer der Musikwissenschaft an der Rheinischen Friedrich-Wilhelms-Universität in Bonn.

## Leben
Martin Vogel war der Sohn des Kaufmanns Walter Vogel und seiner Ehefrau Margarete geb. Maess. Er begann nach Kriegseinsatz und Gefangenschaft das Studium der Musikwissenschaft in Bonn. 1954 wurde er mit dem Thema Die Zahl Sieben in der spekulativen Musiktheorie promoviert, 1959 habilitierte er sich mit einer Schrift über Die Enharmonik der Griechen. Seit 1967 lehrte er als Professor für systematische Musikwissenschaft in Bonn. Vogel war seit 1960 verheiratet mit Hannelore Schlemmer.
Ein Schwerpunkt seiner Tätigkeit in Forschung und Lehre war die Auseinandersetzung mit den Grundlagen der musikalischen Harmonik. Das Vogelsche Tonnetz ergänzt das duale System von Arthur von Oettingen um die Naturseptime und schlägt eine Formel auf Basis einer gewichteten Primzahlzerlegung für die quantitative Bewertung von Akkordkonsonanzen vor.  Er entwarf und baute enharmonische Hörner, Tuben und Trompeten sowie Gitarren in reiner Stimmung. Vogel ließ ein zweimanualiges Cembalo bauen, enharmonisch umstimmbar unter Anwendung des Strahlensatzes, sowie ein 72-töniges Harmonium mit vier Manualen und entwickelte eine automatische Schaltung, durch die sich beim Niedergehen der Tasten die „richtigen“ Quinten, Terzen und Septimen von  selbst einstellen.
Ein weiterer Schwerpunkt seiner Forschung galt der Herkunft der Musik. Ausgehend von der Enharmonik der Griechen mit ihren Vierteltönen und einer frühen Mehrstimmigkeit gelangte Vogel durch älteste Felszeichnungen im Jemen und in Eritrea zu der Erkenntnis, dass entscheidende frühe kulturelle Errungenschaften wie Metallverarbeitung, Fernhandel, Tierzucht und eben Musik auf das engste mit der Domestizierung des Esels als frühestem Reit- und Lasttier des Menschen verknüpft waren. In diesem Zusammenhang sah Vogel auch die Entstehung monotheistischer Kulte mit einem Eselgott, der unter verschiedenen Namen wie Seth, Iao, Jahwe, Amun, angebetet wurde.
Wichtige Aufschlüsse gewann Vogel aus den Wörtern und Namen. Mit einer Fülle von etymologischen Exkursionen gibt er ein Beispiel für die linguistische Paläontologie und eröffnete eine die Fächergrenzen überschreitende wissenschaftliche Diskussion um die Verbreitung kultureller Errungenschaften durch die Wanderung von Afrika nach Europa. Zahlreiche von ihm verfasste Theaterstücke, darunter auch Opernlibretti, bekunden Vogels Interesse am Musiktheater.
Vogel war eine Ausnahmeerscheinung in der Musikwissenschaft. Seine Theorien waren nicht allen Kollegen willkommen. Um sie publizieren zu können, gründete er einen eigenen Verlag, den Orpheus-Verlag, in dem auch Schriften seiner Schülerinnen und Schüler erschienen.

## Schriften
- Die Zahl Sieben in der spekulativen Musiktheorie, phil. Diss. Bonn 1955
- Die Intonation der Blechbläser. Neue Wege im Metallblasinstrumentenbau, Düsseldorf 1961
- Der Tristanakkord und die Krise der modernen Harmonielehre, Düsseldorf 1962
- Die Enharmonik der Griechen, Teil 1: Tonsystem und Notation; Teil 2: Der Ursprung der Enharmonik, Düsseldorf 1963
- Apollinisch und Dionysisch. Geschichte eines genialen Irrtums, Regensburg 1966
- Die Zukunft der Musik, Düsseldorf 1968
- Onos Lyras. Der Esel mit der Leier, Düsseldorf 1973
- Die Lehre von den Tonbeziehungen, Bonn 1976
- Chiron, der Kentaur mit der Kithara, Bonn 1978
- Musiktheater I: Die Krise des Theaters und ihre Überwindung, Bonn 1980
- Musiktheater II: Lehrstücke, Bonn 1981
- Anleitung zur harmonischen Analyse und zu reiner Intonation, Bonn 1984
- Schönberg und die Folgen. Die Irrwege der Neuen Musik, Teil 1: Schönberg, Bonn 1984
- Nietzsche und Wagner. Ein Deutsches Lesebuch, Bonn 1984
- Musiktheater III: Vier weitere Lehrstücke, Bonn 1985
- Die enharmonische Gitarre, Bonn 1985
- Musiktheater IV: Mozarts Aufstieg und Fall, Bonn 1987
- Musiktheater V: Stücke für Salzburg, Bonn 1988
- Musiktheater VI/VII:Der Zauberflöte zweiter Teil. Partitur und Kommentar, 2 Bände, Bonn 1990
- Die Naturseptime. Ihre Geschichte und ihre Anwendung, Bonn 1991 (siehe auch die Naturseptime in der Wikipedia)
- Musiktheater VIII: Der Lehrstücke dritte Folge, Bonn 1992
- On the Relations of Tone, Bonn 1993
- Musiktheater IX: Stücke für Weimar, Bonn 1994
- Musiktheater X: Alceste, Wielands erste deutsche Oper, Bonn 1995
- Musiktheater XI: Cagliostro, Goethes Groß-Cophta, Bonn 1995
- Musiktheater XII: Lenz in Weimar, Bonn 1996
- Musiktheater XIII: Entführung bei Rheine, Bonn 1996
- Musiktheater XIV: Gozzi schreibt für die Ricci, Bonn 1996
- Schönberg und die Folgen. Die Irrwege der Neuen Musik, Teil 2: Die Folgen, Bonn 1997
- Musiktheater XV: Ein Theaterabend auf Schloß Ettersburg, Bonn 1998
- Gorgo. Vom Urschrei zum Bardengesang, Bonn 2000
- Jahwes Aufstieg vom Eselgott zum Herrn der Welt, Bonn 2001
- Apollon Onos, Bonn 2003
- Die libysche Kulturdrift, Band 1, Bonn 2005
- Die libysche Kulturdrift, Band 2, Bonn 2006
- Die libysche Kulturdrift, Band 3, Bonn 2007